# Blek blåticka
Blek blåticka (Postia subcaesia) är en svampart som först beskrevs av A. David, och fick sitt nu gällande namn av Jülich 1982. Postia subcaesia ingår i släktet Postia och familjen Fomitopsidaceae.   Inga underarter finns listade i Catalogue of Life.
I den svenska databasen Dyntaxa används istället namnet Oligoporus subcaesius för samma taxon.  Arten är reproducerande i Sverige.